# Bitva u Hořic
Bitva u Hořic se odehrála ve třetí dubnové dekádě roku 1423 na vrchu Gothard (kóta 357 m) stojícím jihovýchodně od Hořic na Jičínsku. Vojsko orebitů pod velením slepého hejtmana Jana Žižky z Trocnova zde drtivě porazilo české velmože shromážděné pod korouhví Čeňka z Vartemberka. Smyslem celé kampaně, která vedla k Hořickému střetnutí, bylo rozšířit husitský vliv do oblasti kontrolované nespolehlivým šlechticem a upevnit pozici Diviše Bořka z Miletínka v jeho rodném kraji.

## Předehra
Na přelomu března a dubna 1423 se slepý hejtman Jan Žižka nacházel na Vilémově, odkud obesílal své straníky ke sjezdu naplánovanému na 7. či 8. dubna do Německého Brodu. O čem se na sněmu rokovalo není známo, nicméně z následujících událostí lze předpokládat, že jedním z hlavních bodů bylo válečné tažení proti čtyřnásobnému konvertitovi Čeňkovi z Vartemberka, jenž začal organizovat početné jízdní sbory, které vysílal ke cvičným nájezdům na orebské zboží. Patrně 10. dubna vyrazil Žižka spolu se shromážděnými silami severním směrem na Jičínsko, kde se k němu dvacátého dne téhož měsíce připojili husité z Hradecka pod velením pražského hejtmana Diviše Bořka z Miletínka.
Kvůli nekomplexnosti písemných pramenů nelze stanovit, na jakém místě se spolu s východočeskými a snad i severočeskými spojenci shromažďovaly oddíly Čeňka z Vartembekra, není však vyloučeno, že se tak stalo u Jičína nebo u jeho tvrze Veselá (Vysoké Veselí). Šlo o vojsko, které pravděpodobně nebylo výrazněji silnější než Žižkovy sbory, neboť jednotliví páni, mezi něž patřil i Arnošt Flaška z Pardubic, nemohli do pole postavit více než několik desítek jezdců.
Názory historiků na pohyby husitů v jičínském prostoru jsou různé. František Palacký nebo Rudolf Urbánek se podle tvrzení Starých letopisů českých domnívali, že Žižka postoupil hlouběji do Vartemberkova území, avšak ve chvíli, kdy se dozvěděl o protivníkových manévrech, stáhl se zpět k Hořicím, kde byl výhodný prostor pro využití vozové hradby. S tímto názorem se však neztotožnil historik JUDr. Otakar Frankenberger, který konstatoval, že krajina mezi Hradcem Králové, Hořicemi, Vysokým Veselím a Smidary je dostatečně kopcovitá a nebylo nutno vracet se zpět. Nadnesl tedy, že slepý hejtman přitáhl k Hořicím od Hradce Králové nebo Nechanic a jeho úmyslem bylo pokračovat na Jičínsko přes Ostroměř, avšak cestu mu zastoupily protivníkovy síly, což ho přinutilo svést bitvu v oblasti, kde se právě nacházel.

## Bitva

### Zprávy současníků

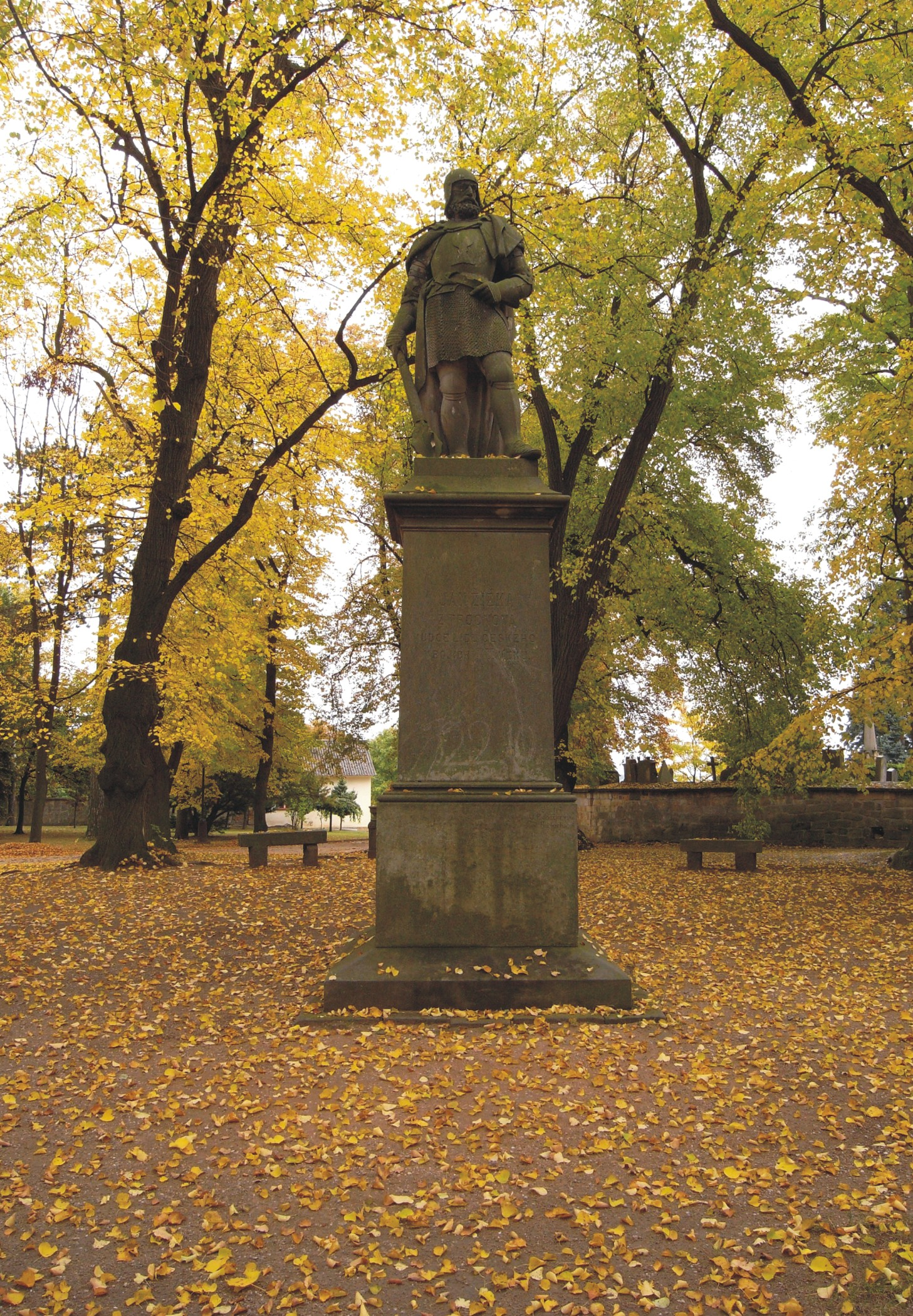
Socha Jana Žižky z Trocnova na návrší Gothard

O bitvě u Hořic informují poměrně skromně tři písemné prameny z české provenience. Nejstarším z nich je Kronika třeboňská, druhým pak latinsky psané anonymní dílo přímého účastníka husitských válek, jež historičtí badatelé pojmenovali Kronika starého kolegiáta pražského. Poslední, obsáhlejší popis střetnutí, se zachoval v některých rukopisech ze souboru drobných kronik, psaných od sklonku bojovného husitství, jež historik František Palacký jako první soustředil do jediného díla pod názvem Staré letopisy české.
Důležitým rozdílem mezi posledně jmenovanými literárními pracemi je skutečnost, že zatímco Staré letopisy české připisují vítězství u Hořic pouze Janu Žižkovi, Starý kolegiát pražský v jediné lakonické větě informuje i o přítomnosti Diviše Bořka z Miletínka.
| „                      | Léta Páně 1423 v úterý po sv. Jiří, když Žižka byl na tažení v hradeckém kraji a podmaňoval si tam lidi, shromažďovali se proti němu páni. Když se to dozvěděl, ustoupil před nimi k Hořicím; měl tehdy jen dva řády vozů. Rozložil se s vozy u kostela sv. Gotharda, aby mohl svá děla postavit na kopci a aby páni, kteří byli na koních, museli s koní sesedat a neměli je kde uvázat. Když potom páni sesedali s koní a útočili pěšky, měli na sobě víc zbroje než pěší, kteří mají lehčí zbroj, aby mohli bojovat pěšky. Když došli nahoru a zaútočili na vozy, byli už unavení a Žižka na ně čekal s děly a lidmi neunavenými a bil je, jak chtěl. Když je odrazil od vozů, pustil na ně čerstvé lidi. Pán Bůh mu pomohl a on pana Čeňka z Vartenberka a Pana Arnošta z Černic i s jejich vojskem porazil a jejich vozy a děla jim pobral. Pan Čeněk utekl z bojiště s malým počtem vojáků. | “ |
| — Staré letopisy české | |   |

Ačkoli řada historiků velmi často interpretuje události u Hořic podle této verze Starých letopisů, jde o záznam pozdějších textů LM, jejichž líčení Žižkových bitev není přijímáno jako zcela důvěryhodné.
Pokud jde o starší verze, rukopis Sa konstatuje, že pan Čeněk s některými pány sebral se na Žižku a měli bitvu spolu a tu Žižka porazil ty pány, zjímal i zbil mnoho z nich. Ze zahraničních literárních prací se o husitském vítězství zmiňuje dílo Hussitenkrieg, v němž jeho autor evangelický historik Zachariáš Theobald, kromě Hájkovy Kroniky, zřejmě využil i starších pramenů.
V jeho podání pak bitva trvala tři hodiny a ke spojencům Čeňka z Vartemberka měli patřit i Jindřich Berka z Dubé, pán na České Kamenici a zámožný vladyka Mikšík z Úlibic, jenž při střetnutí údajně přišel o život. Pokud jde o datum události, prameny informují, že k bitvě došlo v úterý před sv. Jiřím (20. dubna), v úterý po sv. Jiří (27. dubna) nebo v den sv. Jiří (23. dubna).

### Pravděpodobný průběh
Jelikož Staré letopisy české zanechaly údaj, jenž stanovil, že husité disponovali dvěma řády vozů, historická obec poměrně shodně stanovila, že Žižka do boje přivedl zhruba 120 vozů tj. asi 3000 mužů z nich 10 % tvořilo jezdectvo. Ve chvíli, kdy slepý hejtman dorazil k Hořicím, nechal své vojáky sestavit vozovou hradbu v pozici na vrcholu návrší Gothard, kde také vyčkal příchodu protivníka.
Zda skutečně jízdní vojáci Čeňka z Vartemberka sesedli kvůli útoku do svahu z koní, nelze jednoznačně doložit, nicméně je pravděpodobné, že jejich útok byl veden frontálně na západním nebo severním svahu, kde je přístup na temeno nejsnazší.
Ve chvíli, kdy se katolické oddíly přiblížily k vozům, staly se terčem střelby z husitských děl, ručnic a samostřílů. Posléze došlo k prudkému boji o vozy, při němž husité po určité době získali převahu. V tu chvíli Žižka vydal povel jízdě i pěchotě, aby vyrazily do protiútoku. Tento manévr unavené oddíly českých pánů obrátil na zmatený útěk, při němž byly zcela rozprášeny a zdecimovány.

## Důsledky
O ztrátách na životech dobové relace nehovoří, nicméně Staré letopisy české uvádí, že pan Čeněk utekl z bojiště s malým počtem vojáků a přišel o všechny vozy a děla.
Mrtvých a zraněných na straně husitů byl patrně počet výrazně nižší. O dění na Jičínsku a Bydžovsku koncem dubna a v průběhu měsíce května prameny nehovoří, znám je pouze fakt, že krátce po bitvě Žižka dobyl tvrz Kozojedy, kde upálil na šedesát jejích obránců.